# 斯翠賓山
78°41′S 85°4′W / 78.683°S 85.067°W

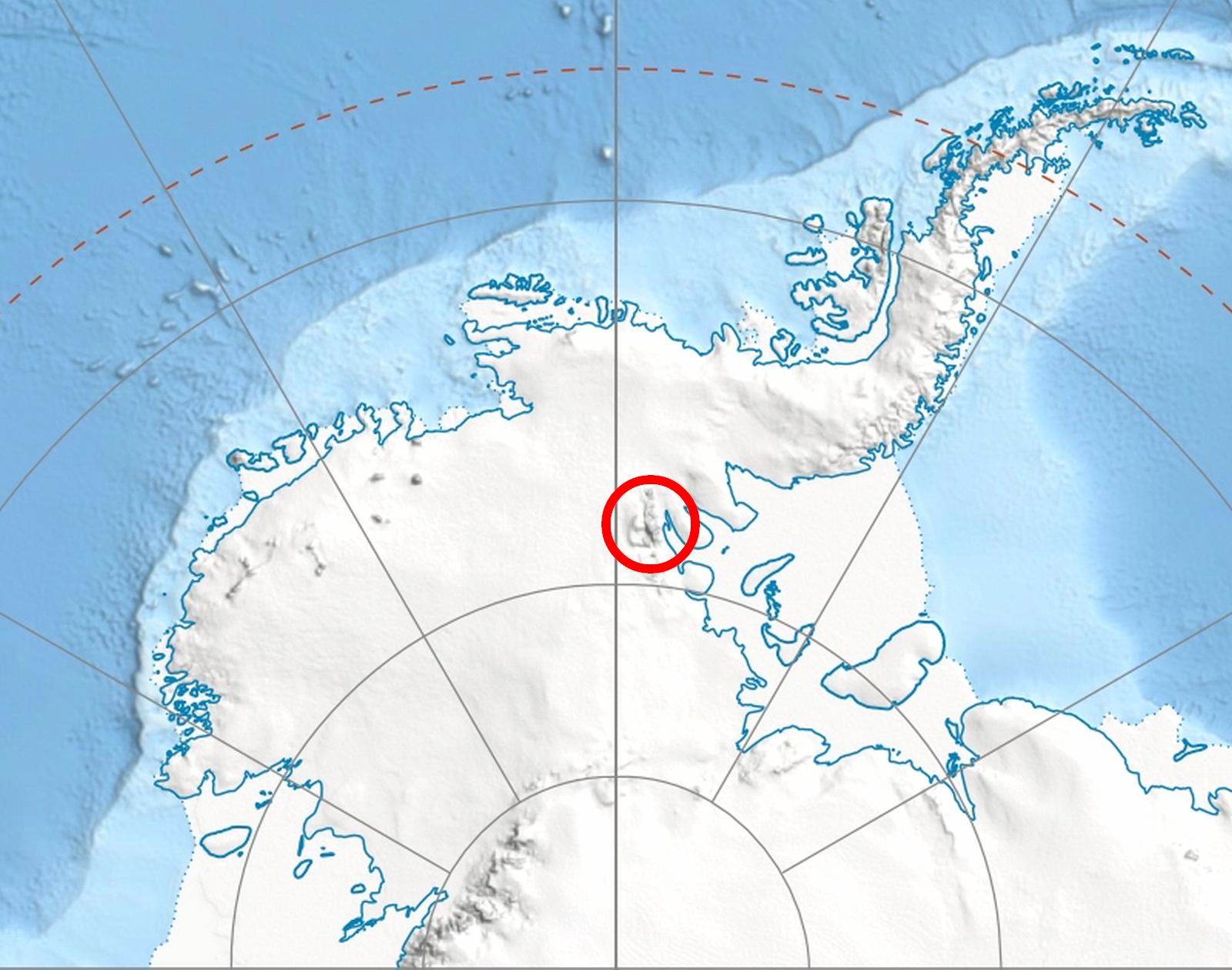

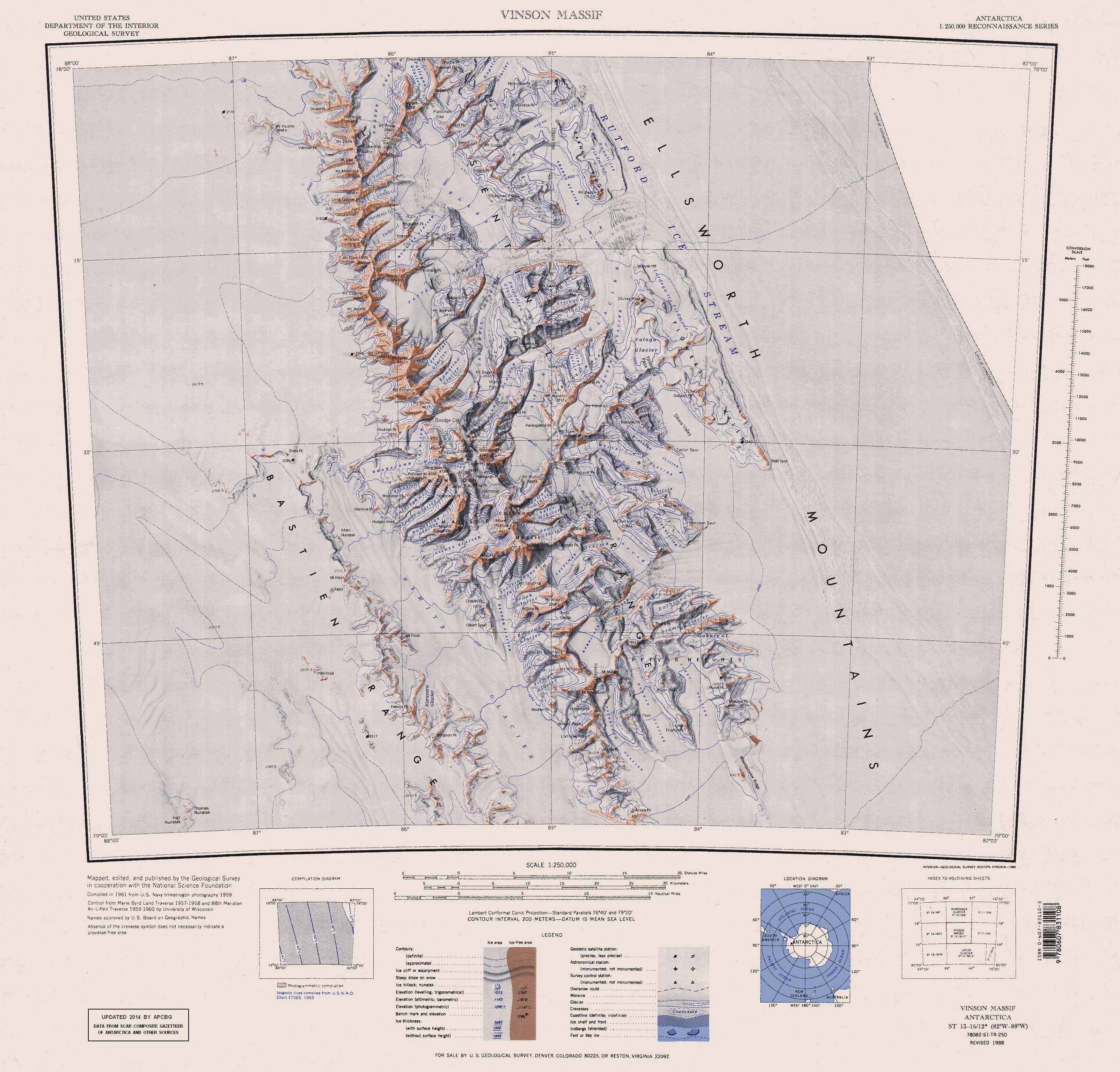

斯翠賓山是南極洲的山峰，位於埃爾斯沃思地，是埃爾斯沃思山脈中森蒂納爾嶺的一部分，處於克雷杜克山東南面6公里，海拔高度3,200米，現時由南極條約體系管理。

## 外部連結
- SCAR Composite Antarctic Gazetteer（页面存档备份，存于）.